# Базилика в базилике

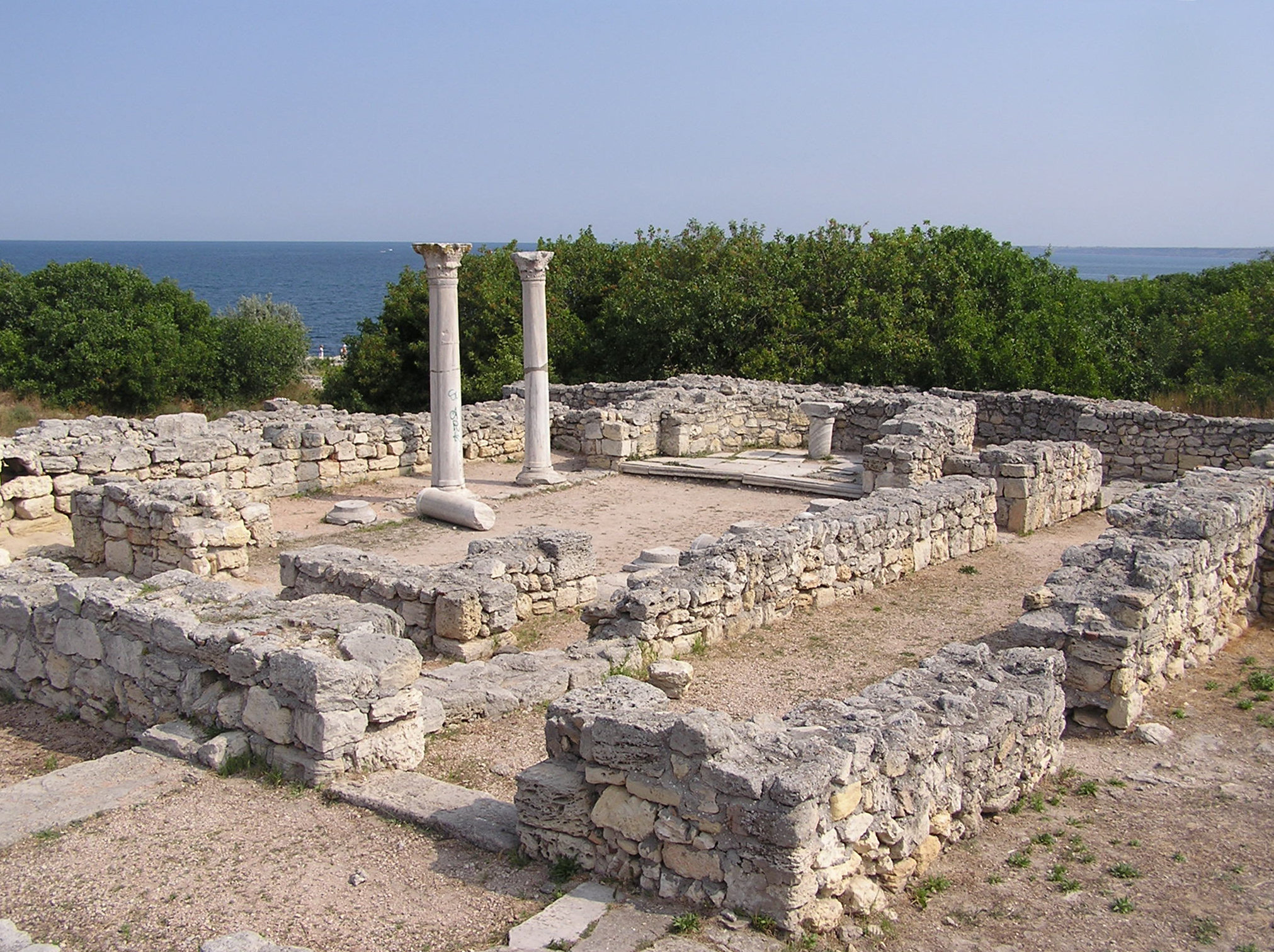
Базилика в базилике

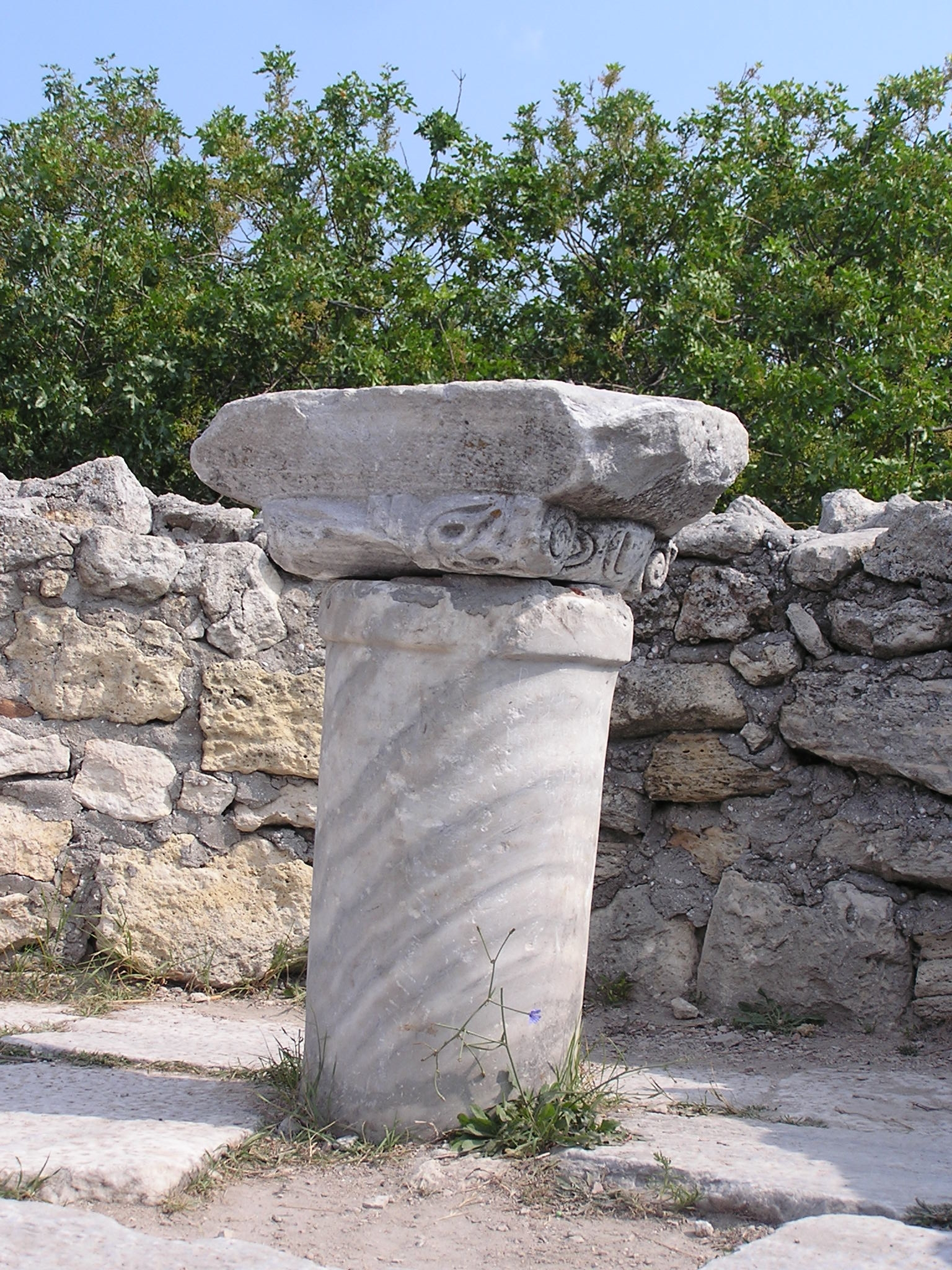
Престол в новом храме, сложенный из колонн старого храма

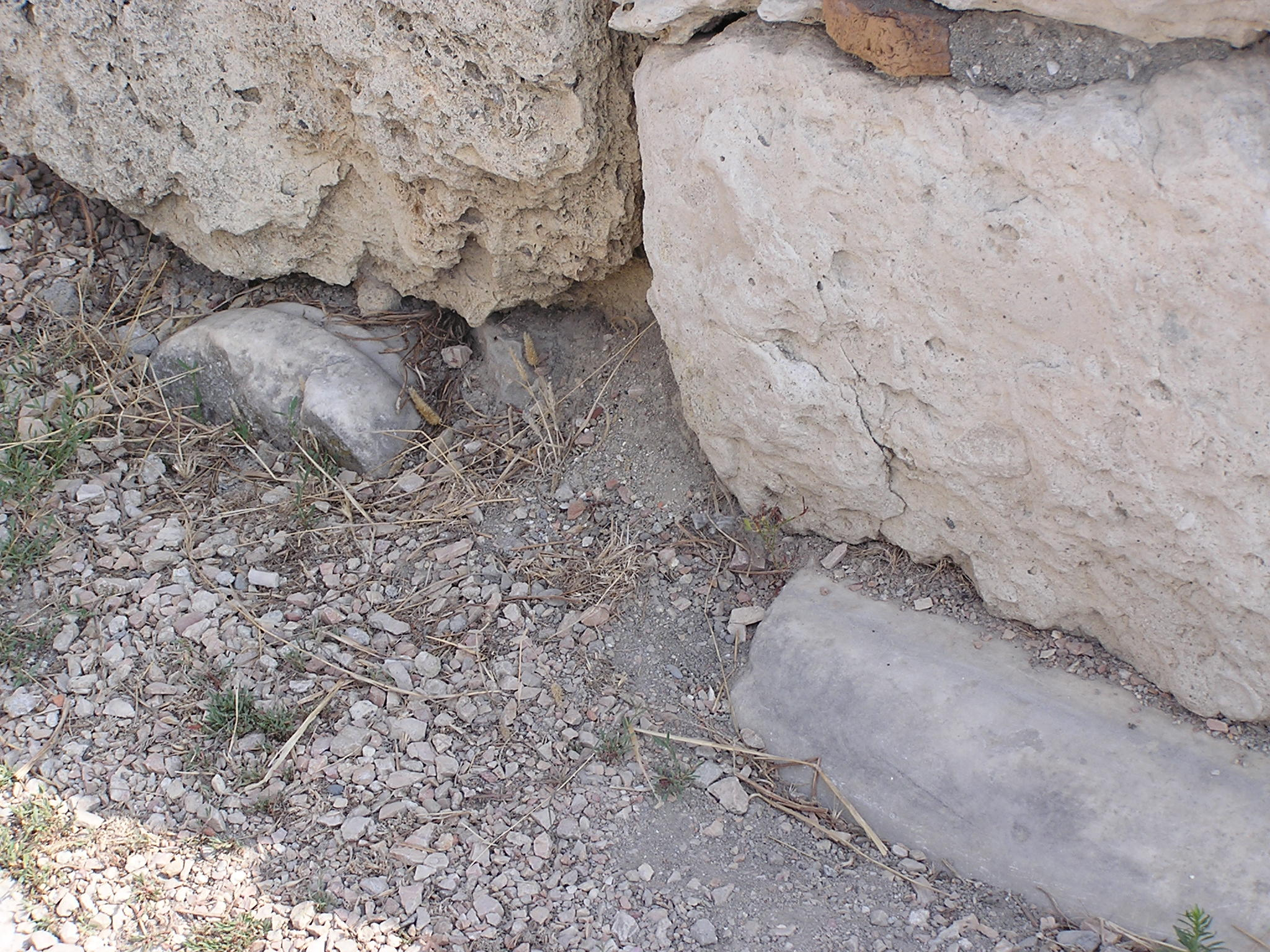
Колонны старого храма в основании нового

Базилика в базилике — средневековый храм на территории Херсонеса — города, основанного древними греками на юго-западном побережье Крыма (в настоящее время — на территории национального музея-заповедника «Херсонес Таврический»). Своё название храм получил из-за того, что на одном месте было построено два храма — второй строился на руинах первого из его обломков.
Первый храм («большая базилика») был построен в VI веке, приблизительно во время правления византийского императора Юстиниана I.
Базилика была трёхнефная. Пол базилики был полностью укрыт мозаикой. Во всех помещениях рисунок мозаики имел свою характерную особенность.
Мозаика в нартексе и восточных пристройках боковых нефов изображала пересекающиеся круги красного цвета на белом фоне. В среднем нефе мозаикой были выполнены геометрические линии и фигуры, а также христианские символы: канфары (чаши — символ причастия) и птицы (символ души).
В купели было мозаичное изображение павлина (символа воскресения), изготовленное из мрамора, разноцветного известняка и тёмно-зелёной смальты. Павлин был изображён в фас и с распущенным хвостом, а по обеим сторонам его размещались мозаичные изображения голубей (символ святого духа), заключённые в круглые медальоны. В купель можно было попасть по длинному и узкому коридору, который примыкал к северному нефу.
Также в мозаичных рисунках встречались и другие символы — ромб с надетыми на него кольцами (символ вечности), якорь (символ надежды) и т. п.
Перед входом в центральный зал на полу была надпись на греческом языке «Всякое дыхание да хвалит Господа».
Колонны храма были изготовлены из мрамора и весили около 350 килограммов. На них были резные кресты.
Большая базилика была разрушена. В X веке на развалинах старой базилики построили новую «малую базилику». Новый храм был сделан из обломков первого храма. Он стал меньше размером и был расположен на месте центрального нефа. Престол в новом храме сложили из колонн старого храма. При строительстве разрушилась часть мозаичных полов.
В XII—XIII веках к храму с севера были пристроены складские и торговые помещения, а также крытая галерея. С юга была пристроена часовня, в нижнем этаже которой располагалась усыпальница.
В XIV веке храм разрушился из-за пожара и больше не восстанавливался.
Археологи при раскопках храма установили престол и колонны на положенные им места. При создании музея-заповедника «Херсонес Таврический» в базилике сохранялись мозаики на изначальных местах, однако в дальнейшем большую их часть убрали в музейные помещения.
9 мая 2007 года украинские вандалы опрокинули колонны «базилики в базилике», некоторые колонны раскололись, был повреждён мозаичный пол.